# Rieten dak

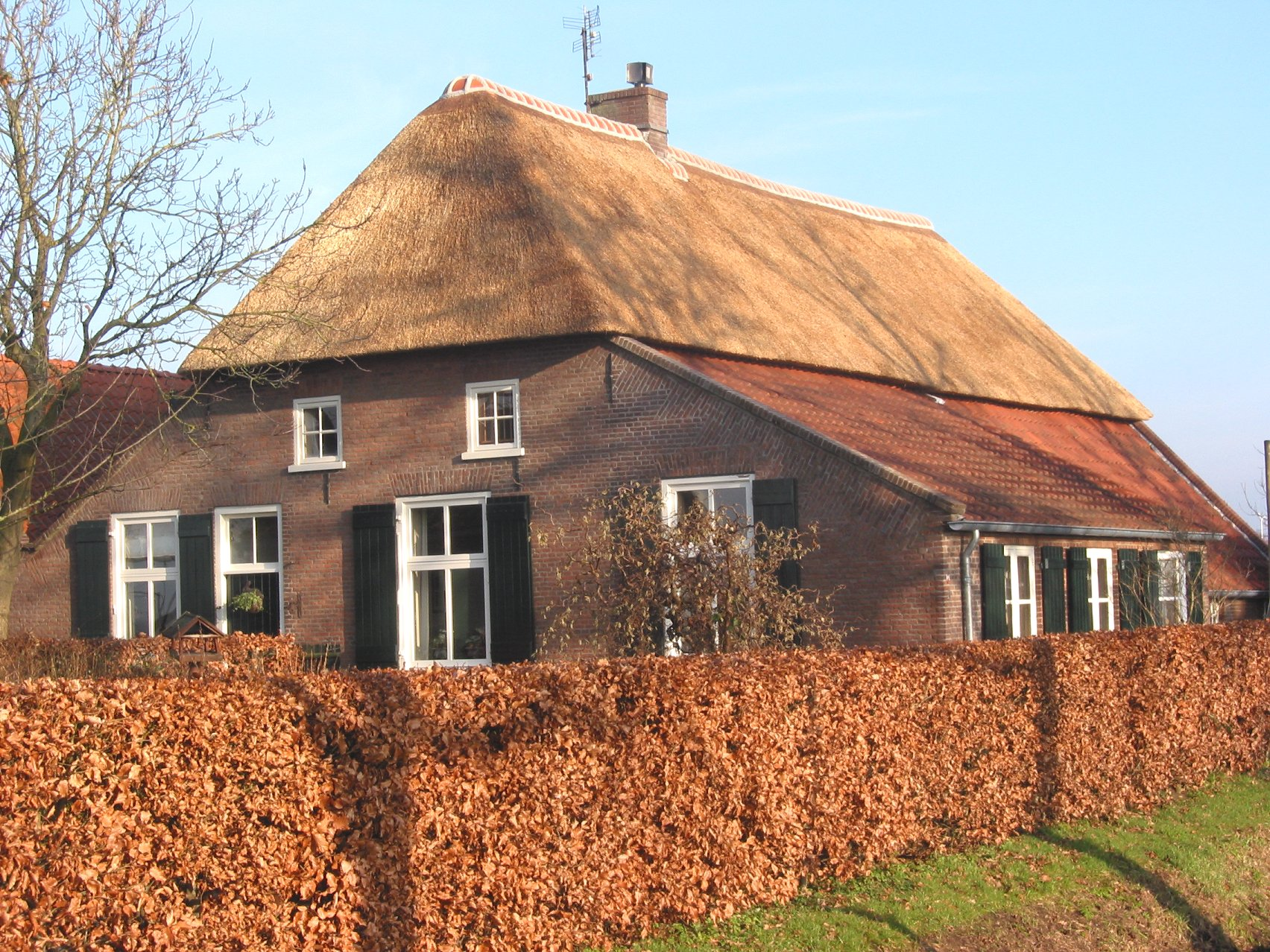
Boerderij uit 1872 met nieuw rietdak

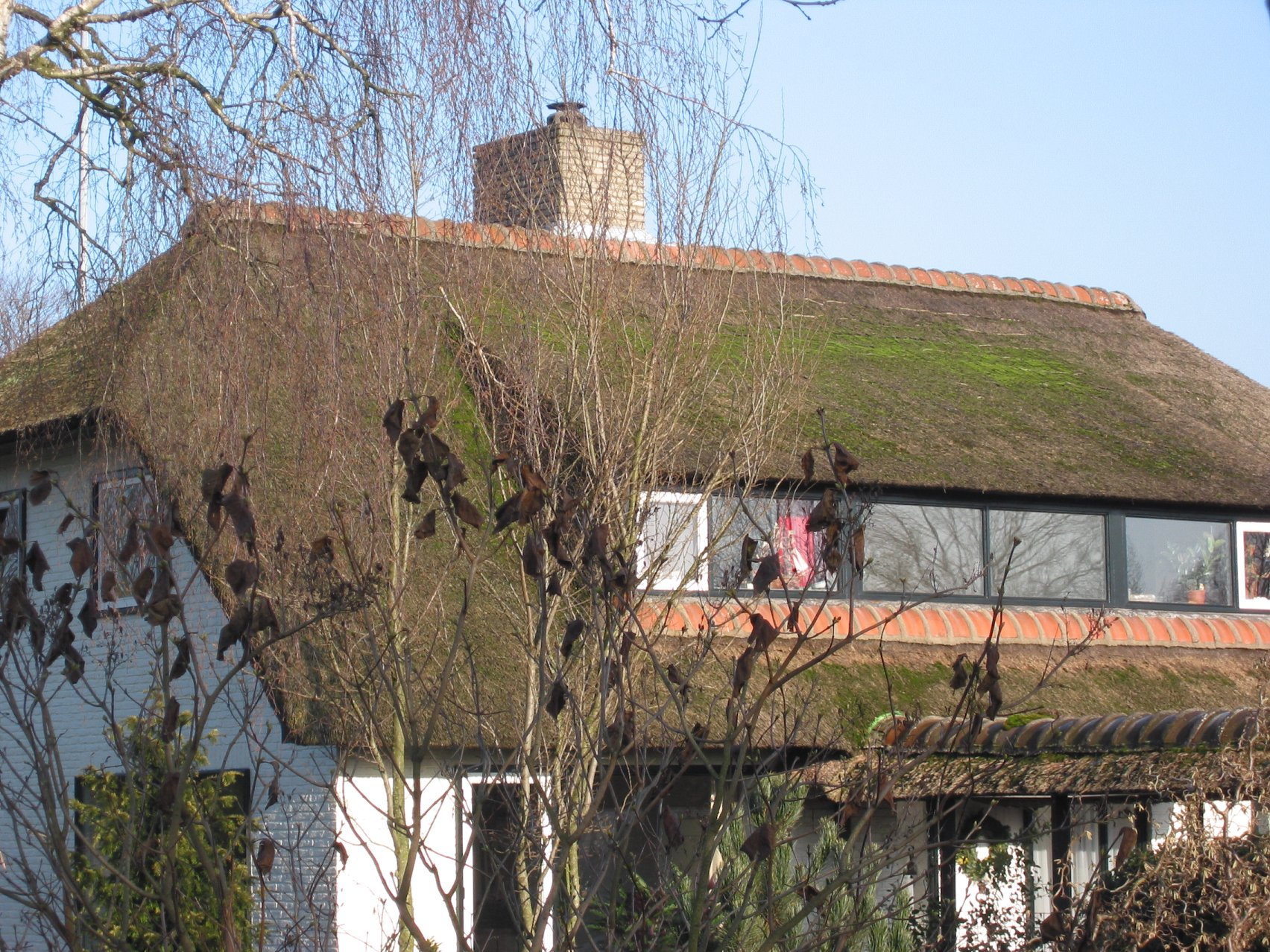
Rieten dak met mos

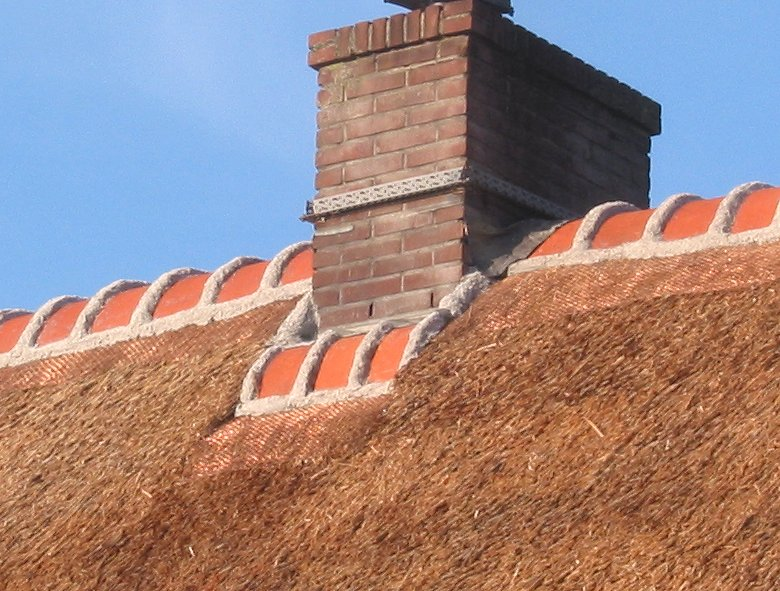
Rietvorsten met gaas over nok

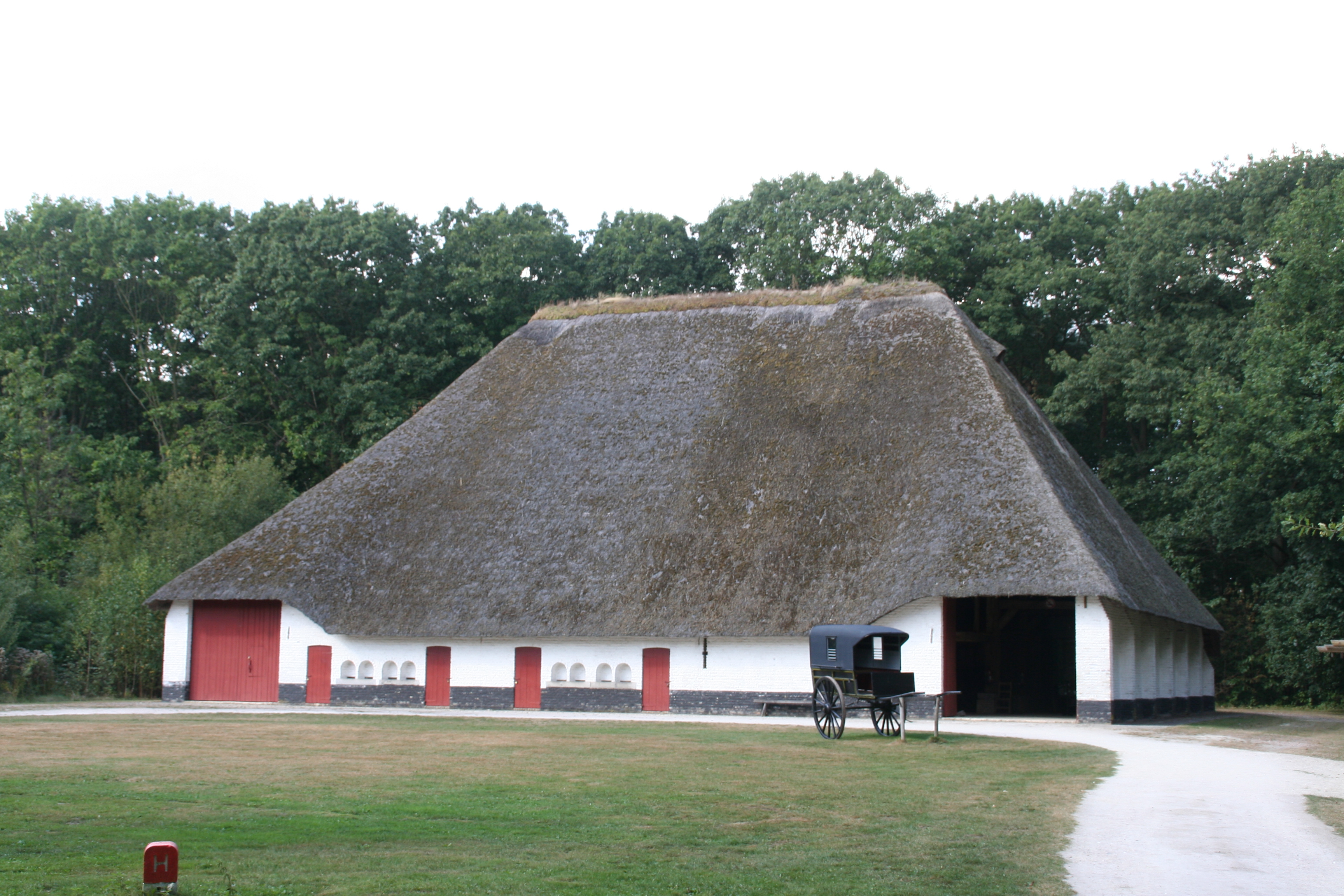
Een schuur uit Zuienkerke, overgebracht naar Bokrijk, met brandwerende begroeiing op de nok. Hiervoor werden wateropnemende en -vasthoudende planten gebruikt, zoals daklook (ook wel donderblad genaamd).

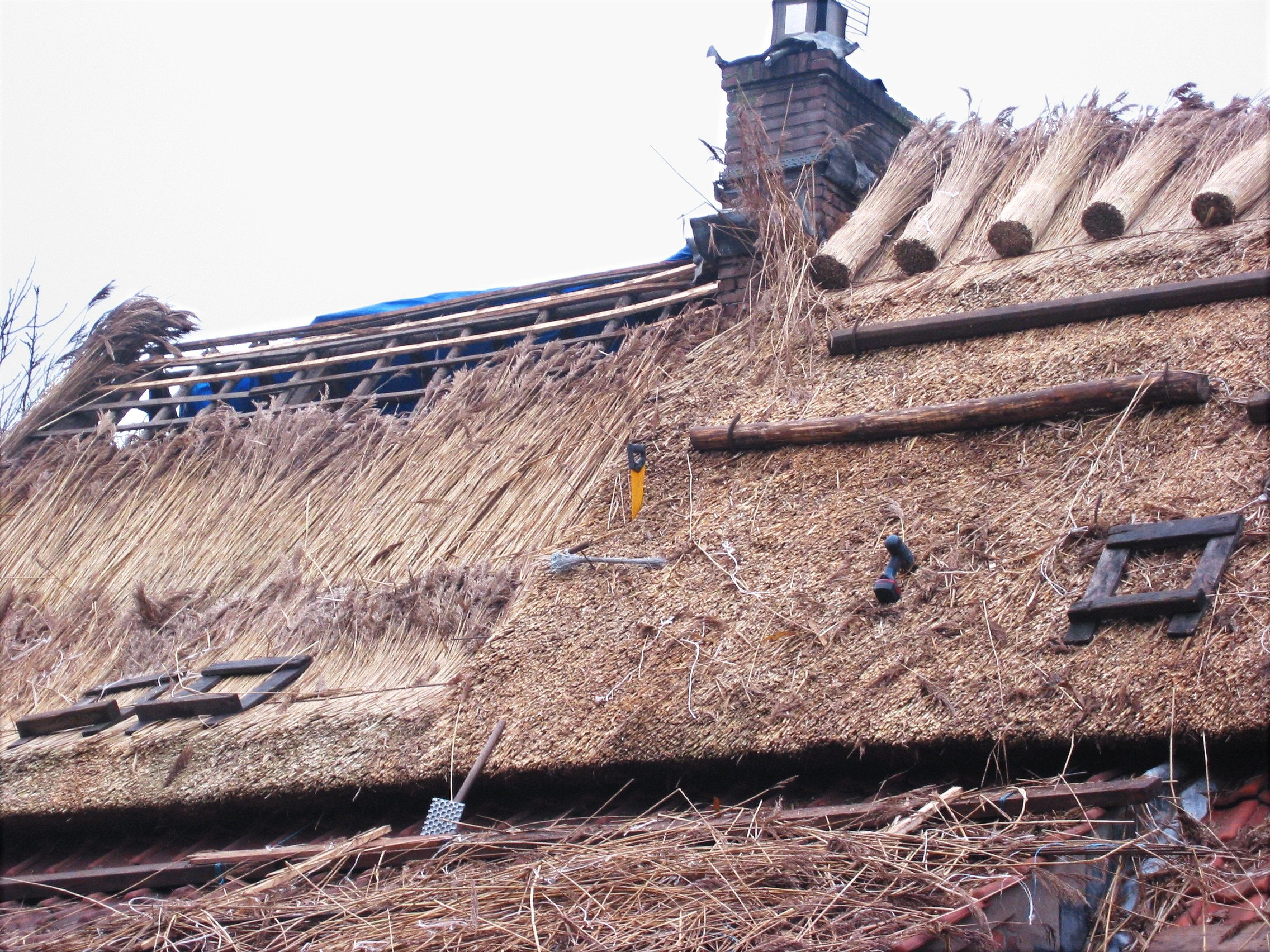
Het dekken met dakdekkersriet

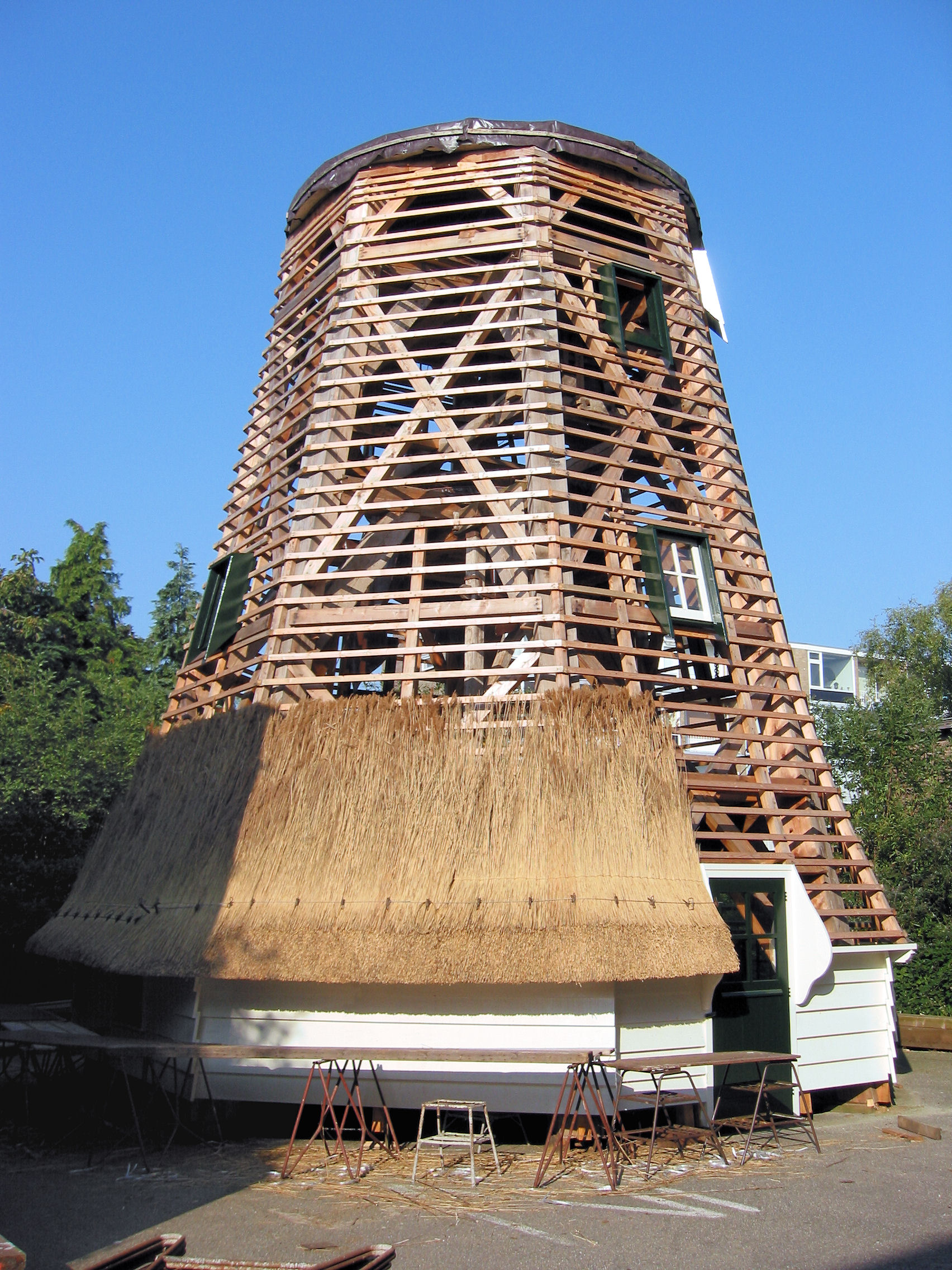
Het rietdekken van de Concordiamolen

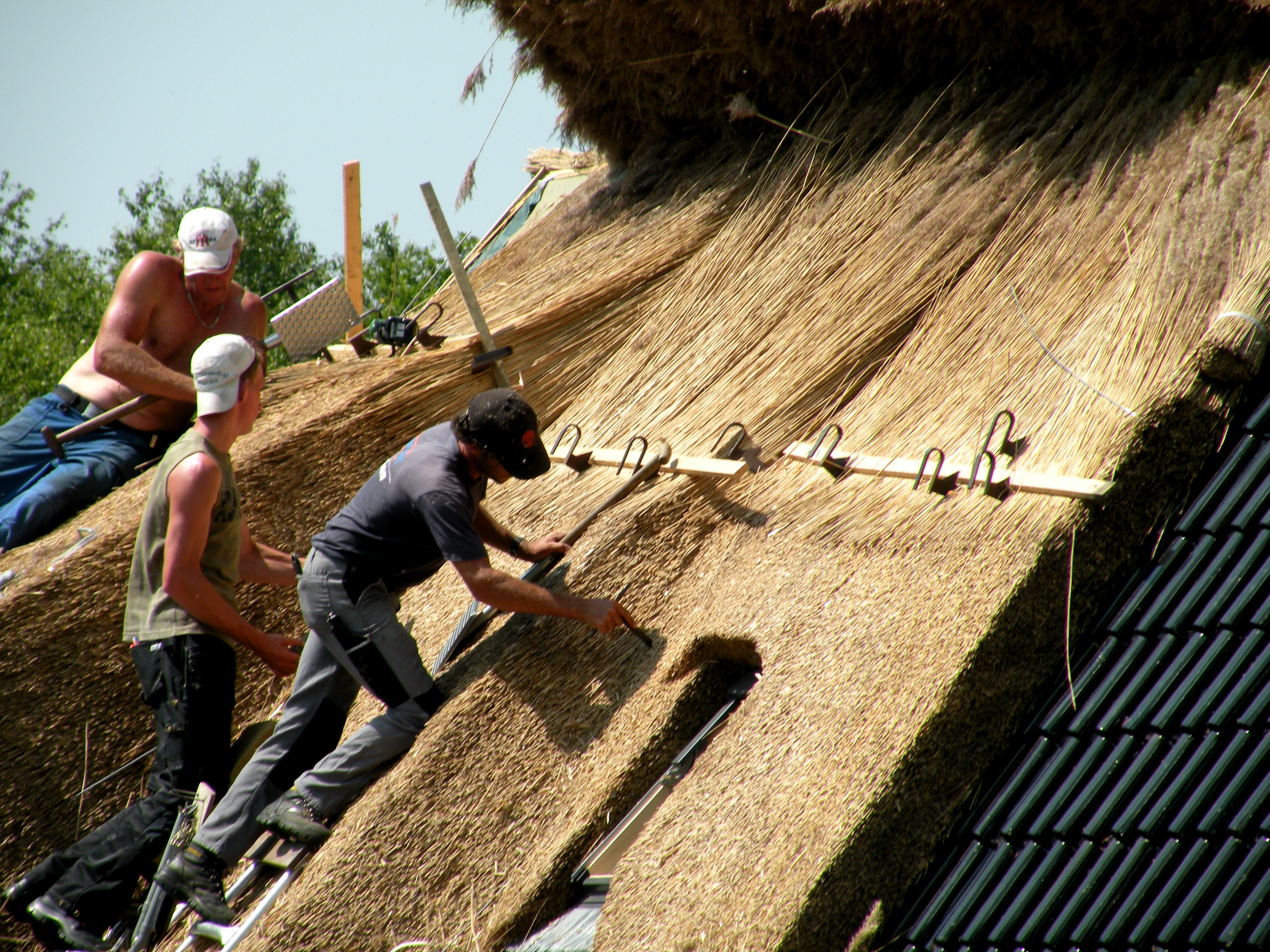
Rietdekkers in de Kop van Overijssel

Een rieten dak wordt gemaakt van eenjarig riet. Meerjarig riet is hiervoor niet geschikt. Riet wordt al eeuwenlang als dakbedekking gebruikt vooral bij steile daken van 45 graden of meer. Vroeger was het naast stro en heideplaggen de goedkoopste dakbedekking, tegenwoordig wordt het vooral toegepast bij huizen in het hogere marktsegment. Na zo'n twintig tot dertig jaar is vervanging van versleten natuurrieten dakbedekking noodzakelijk. Daken kunnen ook gedeeltelijk uit riet en gedeeltelijk uit dakpannen zijn opgebouwd.

## Dakdekken
Het dekken van rieten of strooien daken is veelal een gespecialiseerd zelfstandig beroep. De huidige riet- en strodekkers doen niets anders, maar vroeger waren zij naast rietsnijder en rietbinder ook nog riethandelaar en in de herfst of winter ook wel klompenmaker of deden ze slagerswerkzaamheden omdat er niet het gehele jaar door voldoende riet was en/of werk. Veel riet- en strodekkers zijn aangesloten bij een of andere soms regionale werkgeversvereniging. Voor houvast bij het werken op een rieten dak maakt de rietdekker gebruik van rietdekstoelen en dwarsbomen. De rietdekstoel heeft pinnen waardoor deze vast op het riet ligt. De steunbomen worden tijdelijk vastgezet met ijzeren pinnen.

### De ondergrond
Het riet wordt ondersteund door een dakconstructie bestaande uit spanten, waarover gordingen of flieringen zijn aangebracht. Hierop worden sparren (rondhout) of sporen (rechthoekig) bevestigd, deze lopen van nok tot het ondereinde van het dakvlak, hierover worden horizontaal de rietlatten aangebracht, met een onderlinge afstand van ongeveer 28 centimeter, waarop ten slotte het riet wordt aangebracht.
Voor het vastmaken aan de rietlatten wordt een grote kromme naald, een twijgijzer gebruikt, waarmee het twijg of ijzerdraad "om de rietlat" gestoken kan worden. In plaats van een twijgijzer, Gelderse methode gebruikt men ook wel de combinatie van Goot en Naald. Het binddraad kan ook geschroefd worden "in de rietlat": dus hoewel geschroefd toch een traditioneel of open dak. Het riet op het dak wordt vervolgens met een klopper of drijfbord netjes gelijk gemaakt. De nok van een rieten dak is kwetsbaar en daarom wordt die al eeuwenlang in rietvorsten uitgevoerd in plaats van gebonden riet stro of in heideplaggen, zink of koper. Rietvorsten zijn grote boogvormige nok- of vorstpannen die al of niet met kneedbare dakmortel en/of met een luchtkalkrijke basterdmortel specie worden vastgezet. Keramische nokvorsten speciaal voor rieten daken, kortweg rietvorsten genoemd kunnen zijn Bourgondische, Friese en Rijnlandse rietvorsten, alle met min of meer dezelfde afmetingen 660x235x210 mm. Het meest bekend zijn die in de traditionele kleuren natuurrood gestookt en blauwig duifgrijs gesmoord van rijnlandse klei. In Normandië komt een fraaie bloemenvorst voor: een bed van klei (vermengd met strohaksel) beplant met bloemen als boliris, vetplanten, daklook en dergelijke waarvan de wortels zich vastzetten in de klei en in het riet.

### Schroefdak
Het schroefdak is een moderne variant die vooral na 1995 in zwang kwam. Tussen de daksporen en het dekriet wordt een brandwerende plaat aangebracht. Bij brand grijpt het vuur daardoor minder snel om zich heen. Zo'n 'gesloten' dak isoleert beter, maar het dakriet zal doordat het riet nu minder goed geventileerd wordt minder lang meegaan dan een op traditionele wijze "open" gedekt dak. Als het riet onvoldoende droogwaait kan het door damptransport van "binnen naar buiten" door en door nat worden en bestaat het gevaar van verrotting van het riet en zelfs kapotvriezen van de nok. Goede ventilatie is bij het gesloten systeem daarom van groot belang. Waar mogelijk wordt een combinatie van beide systemen aangebracht, dat wil zeggen dat tussen beplating en riet alsnog een ventilerende spouw wordt aangebracht.

### Molens
Bij het rietdekken van een molen wordt geen gebruik gemaakt van ijzerdraad of koperdraad maar van touw, omdat het riet op een vrijwel verticaal oppervlak vanonder ijzerdraad of koperdraad wegschuift. Ook wordt het riet extra dicht op elkaar gelegd. Door de steilte is natuurriet het dekkersmateriaal voor molens en gaat daardoor lang mee.

## Eigenschappen
Riet weegt circa 130 kilogram per kubieke meter, zodat een rieten dak van 30 cm dikte ongeveer 39 kg per m² weegt. Hierdoor is het veel lichter dan dakpannen, en vormt het minder een belasting voor de dakconstructie. De warmtegeleidingscoëfficiënt is 0,20 W/mK. Door deze lage waarde is riet een goede warmte-isolator bij het gesloten systeem. Het houdt in de winter warmte goed vast, en in de zomer houdt het warmte juist buiten.
Het rieten dak moet om geen water door te laten voldoende afschot hebben en de rietbedekking dient 28 tot 30 cm dik te zijn. Het dak moet minimaal een hoek van 30 graden hebben bijvoorbeeld bij dakkapellen en dan bij een maximale lengte van ongeveer 2,5 meter.
Om te voorkomen dat vogels het riet langs de nok lostrekken wordt daar soms een strook fijnmazig kopergaas of gegalvaniseerd dan wel geplastificeerd kuikengaas over het riet heen gespannen.

## Levensduur
Niet alle natuurriet is even geschikt. Het kwalitatief goede riet, dakdekkersriet, is droog, niet verspocht en heeft een stengeldiameter van 5 tot 8 mm. Bij deze variatie in dikten 'ademt' het meer en slaat het minder gauw dicht. Uit de Kop van Overijssel komt veel dakriet: Kalenberger riet wordt wel toegepast op molenlijven en -kappen. Daarnaast komt er riet uit Friesland (de Makkumerwaard), Noord-Holland, Stellendam, de Nieuwkoopse plassen en de uiterwaarden van de grote rivieren. Ook uit de Camargue, Hongarije, Oostenrijk, Roemenië, Turkije en Polen haalt men riet. Ook vanuit China wordt sinds 2005 in zeecontainers gesorteerd dakriet geïmporteerd. Van het in Nederland gebruikte riet is 35% uit eigen land afkomstig. De kwaliteit van de dekriet-oogst uit een bepaald land of regio verschilt van jaar tot jaar. Een goed dak gaat zo'n 25 jaar mee, maar daken van 30 jaar oud komen voor. Met betrekking tot levensduur van een rieten dak is de kwaliteit van het gebruikte dekriet belangrijk, maar ook van de hellingshoek en de lengte van het rieten dak, bij 25 graden tot 10 jaar, bij 30 graden 10-20 jaar, bij 45 graden 20-30 jaar en bij 55 graden 35 jaar. Garantie op levensduur van natuurriet wordt door de rietdekbranche echter niet verleend. Na verloop van tijd verweert het bovenste riet en soms komen er algen op. Worden deze algen niet bestreden dan gaat er ook mos op groeien, echter algvorming is nog ernstiger dan mosvorming. Vooral algvorming moet worden tegen gegaan. Worden algen niet verwijderd dan heeft dit een sterk negatieve invloed op de levensduur van het dak. Schaduw en hoge bomen in de buurt bevorderen de groei van algen. Ook kan houtrook, dat bij onvolledige verbranding veel stikstof kan bevatten, zorgen voor een slijmerige algenlaag waardoor het riet gaat rotten.

## Bijzondere rieten dakdekking

### Prefab elementen met riet
Kant en klare elementen met daarop riet gemonteerd kunnen snel op een dak worden gemonteerd. Deze panelen zijn onderling in de hoogte en de breedte naadloos te schakelen. Het riet zit op deze elementen verlijmd en kan door vogels niet los worden getrokken. De prefab elementen vormen een gesloten onderconstructie die gelijk is aan het schroefdak.

### Kunstriet
Er is ook kunststofriet op de markt dat gemaakt is van een kunststof zoals pvc. Het verweert minder doordat het niet uit organisch materiaal bestaat en niet kan rotten. Hierdoor komt er ook nauwelijks mos- en alggroei voor. Onder invloed van onder andere UV-straling uit het zonlicht zal ook kunstriet aan kleurverwering onderhevig zijn. Kunstriet is er in verschillende typen en fabricaten en kan ook als gevelbekleding en op minder steile vlakken worden toegepast. Kunstriet is niet brandgevaarlijk.

## Brandgevaar
Brandverzekering voor panden met een 'open' of traditioneel rieten dak kost meer dan bij een hard dak. Bij rieten daken gedekt volgens het nieuwe 'gesloten' daksysteem is de premie vergelijkbaar met een pannendak. Een rieten dak wordt soms voorzien van bliksemafleiders, ook zijn er installaties verkrijgbaar die bij brand het dak van buitenaf nathouden.
Impregneren met waterglas (natriumsilicaat) kan de brandveiligheid vergroten. Ook kan er een brandvertragende coating gebruikt worden, die elke vijf jaar opnieuw moet worden aangebracht.

## Afbeeldingen

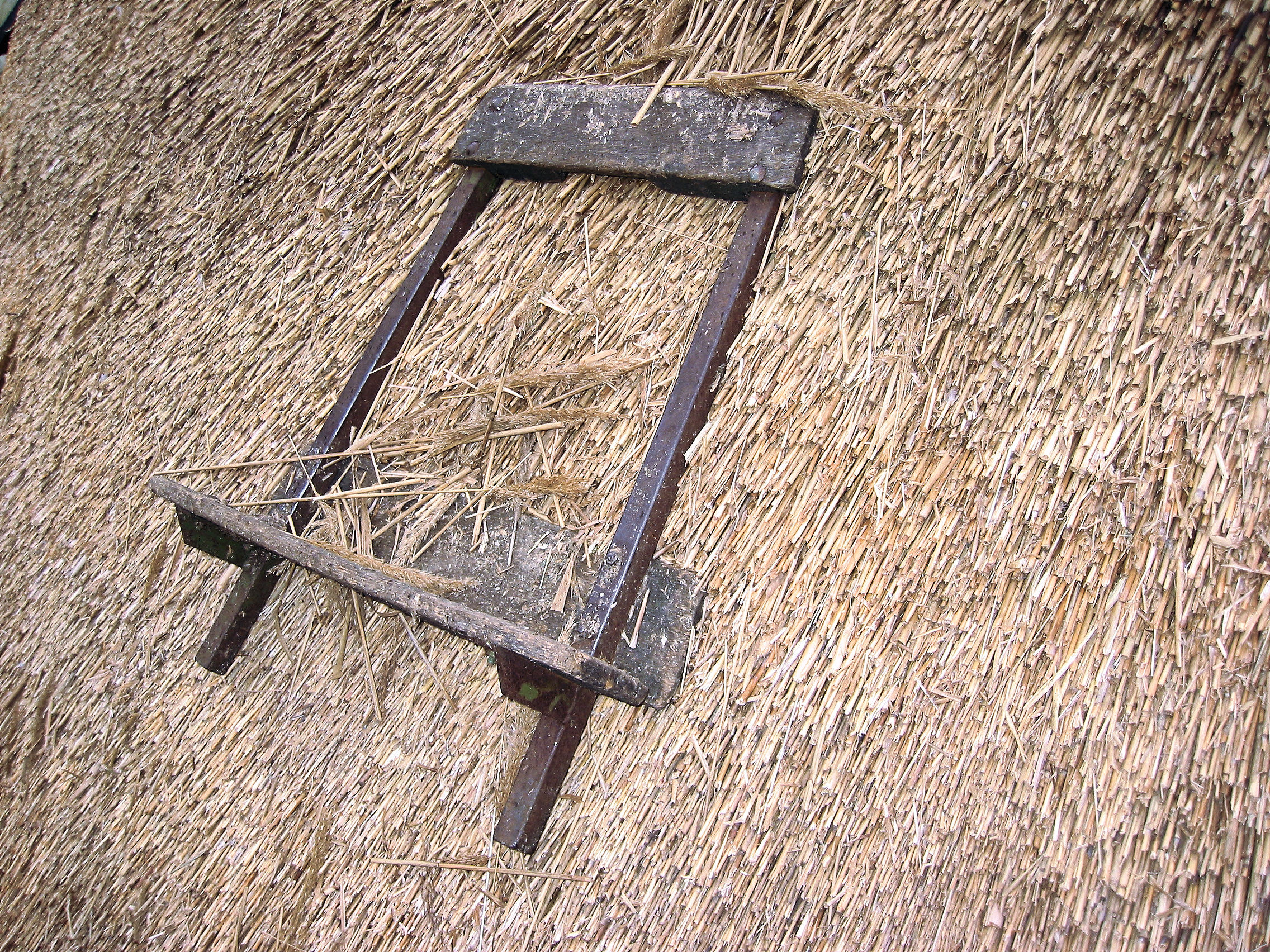
Rietdekkersdakstoel
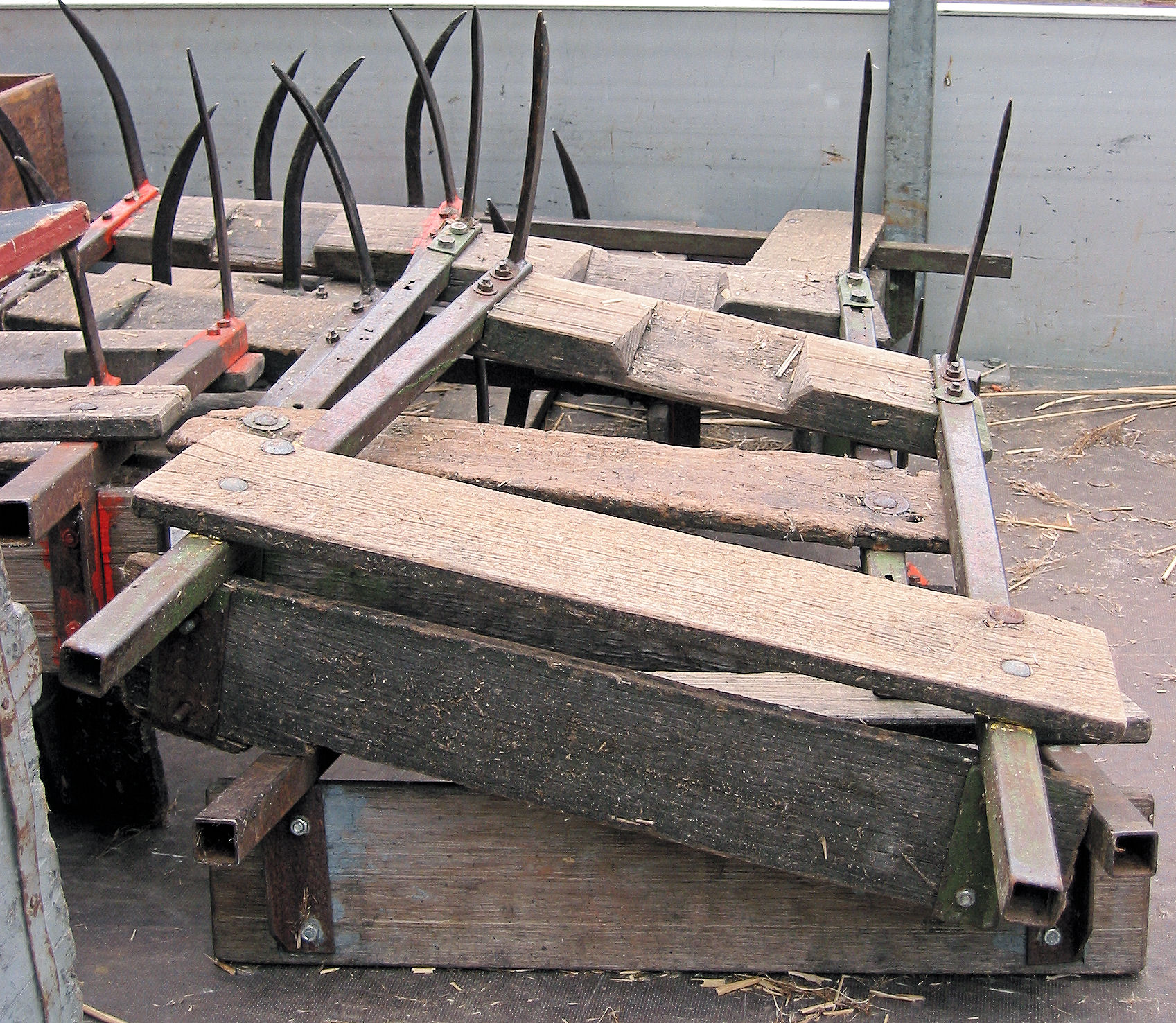
Rietdekkersdakstoelen
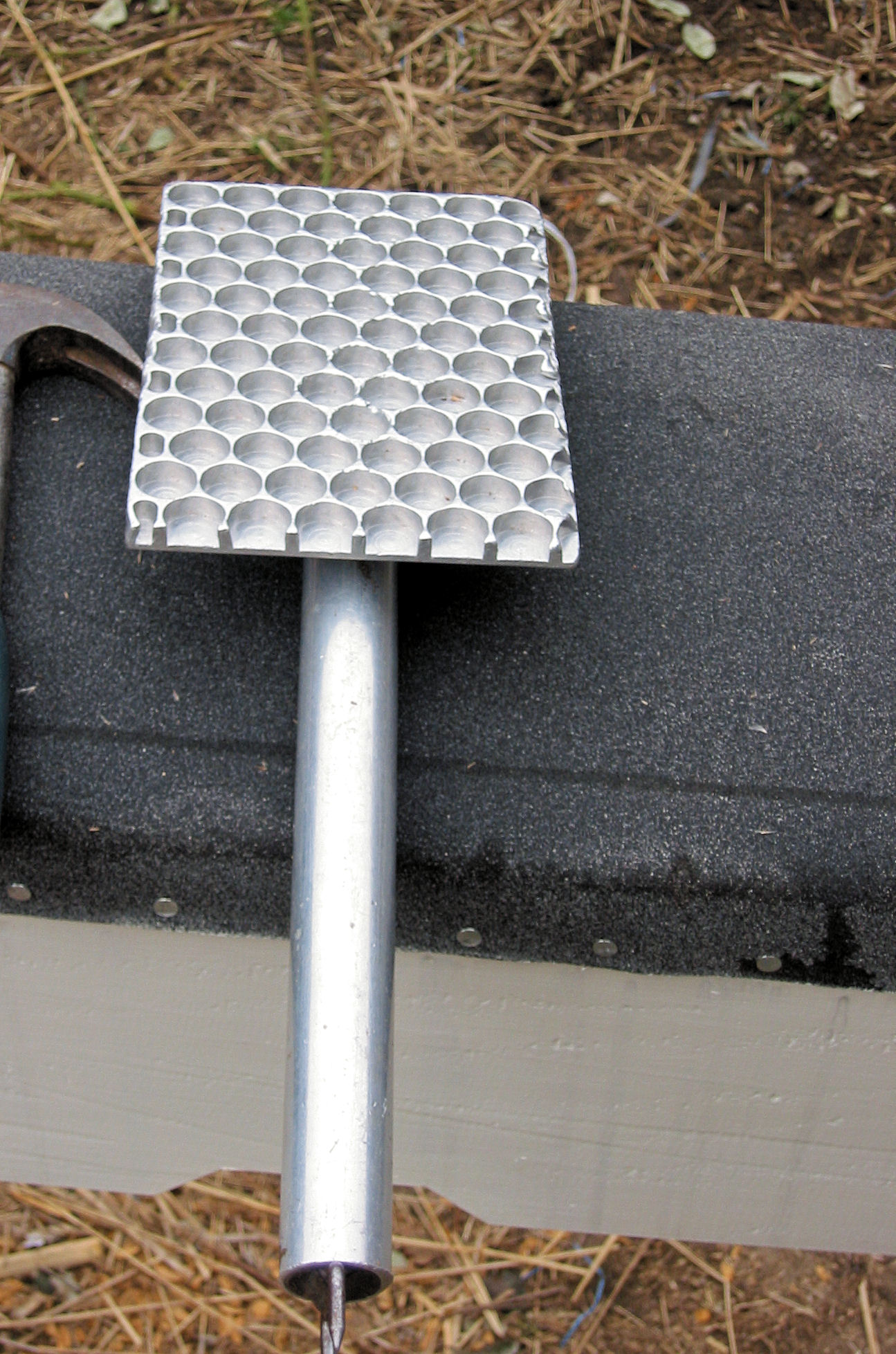
Rietklopper of drijfbord
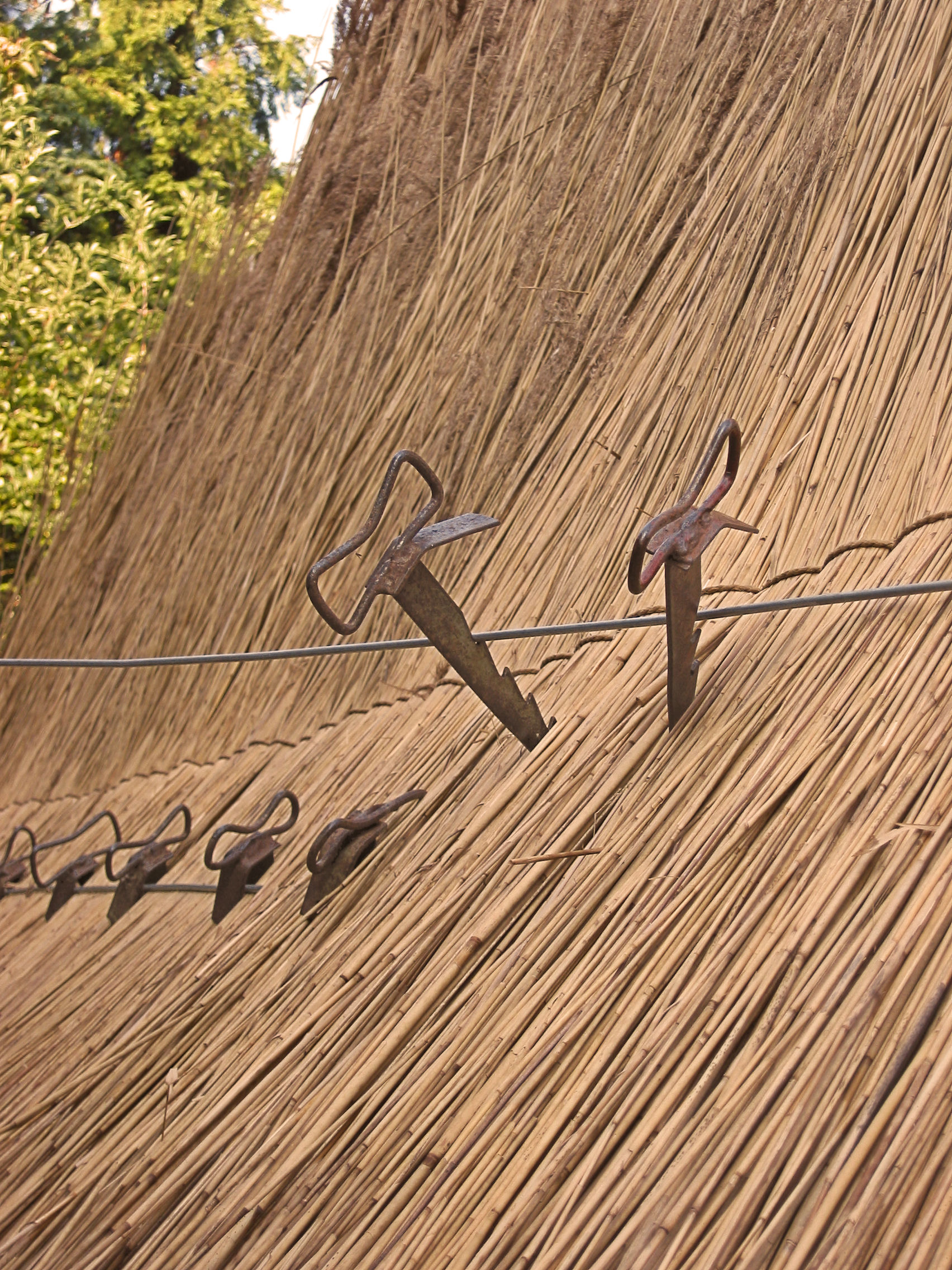
IJzers om riet bij het dekken vast te zetten
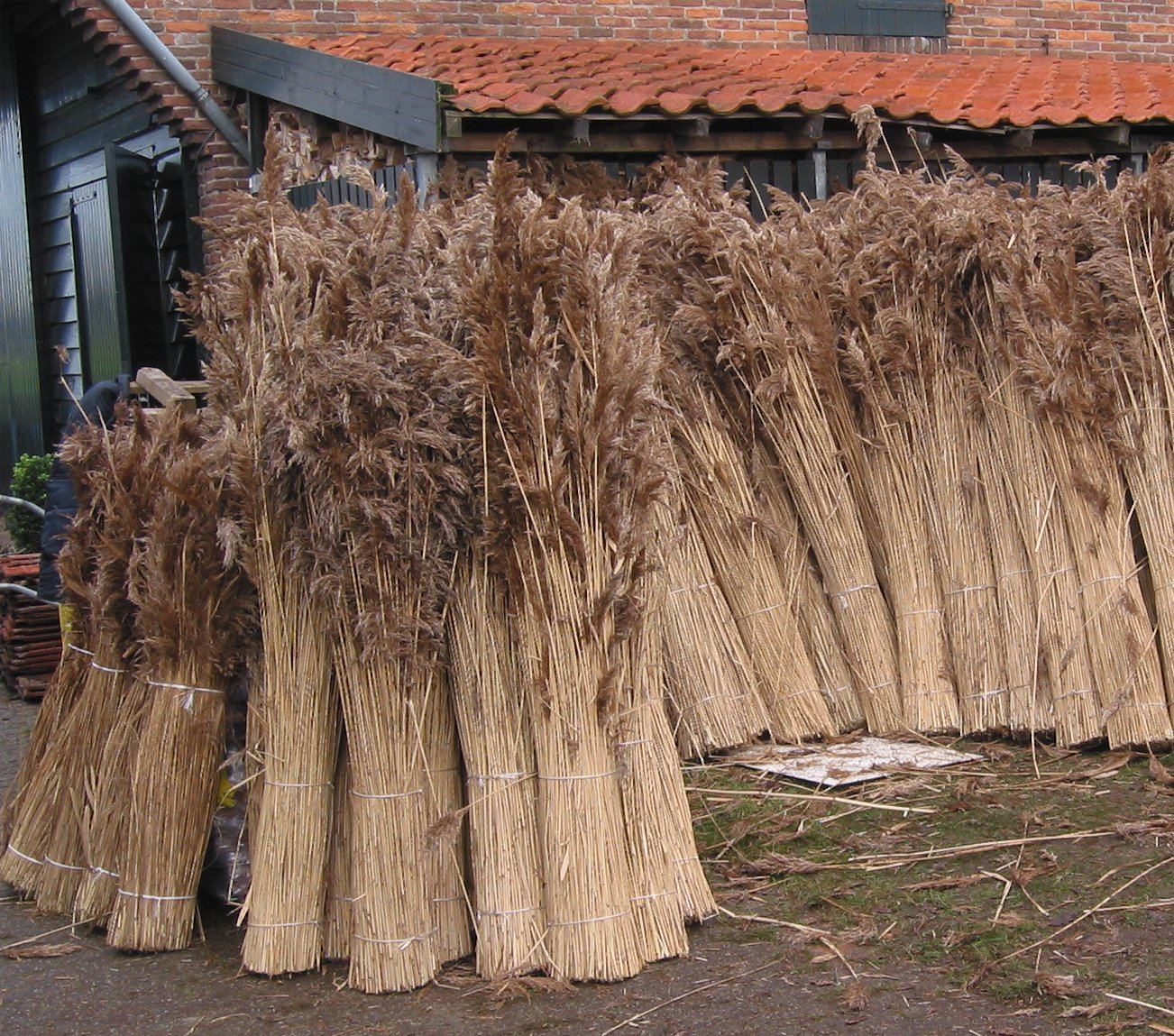
Gesorteerd en gebundeld dakdekkersriet
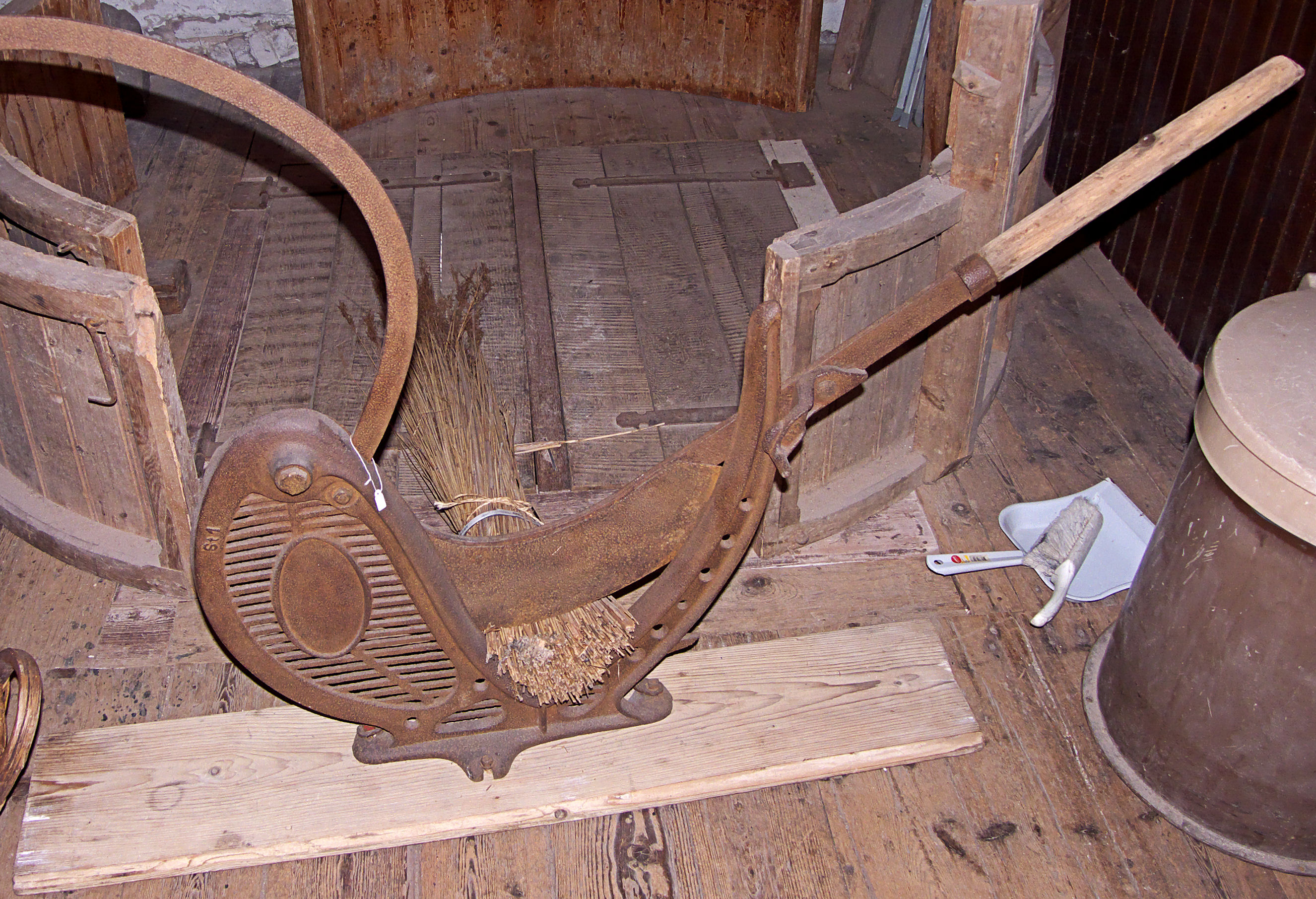
Rietsnijder
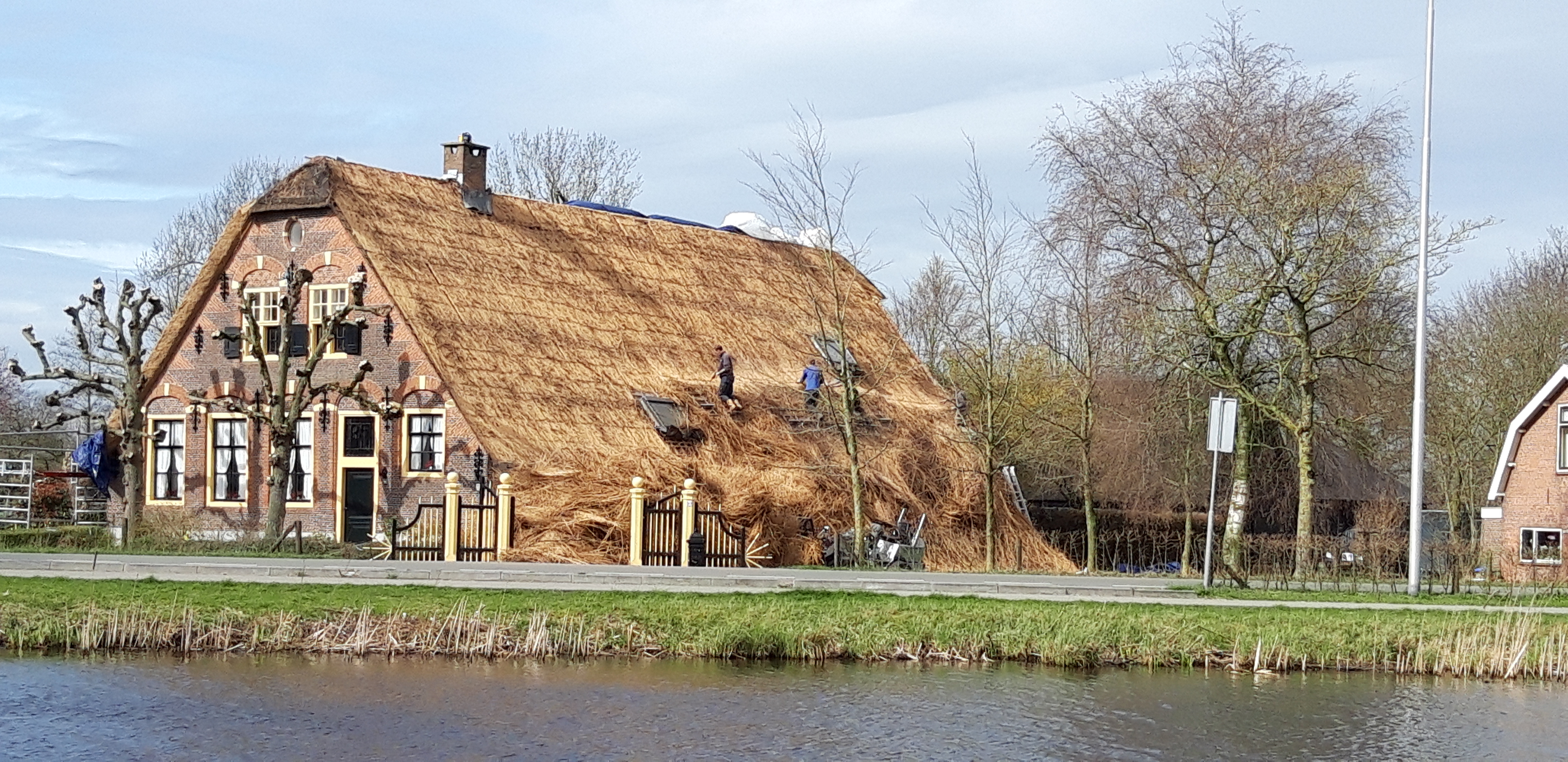
Het riet verwijderen van een dak, Rijksmonument Rietveld 90, Woerden
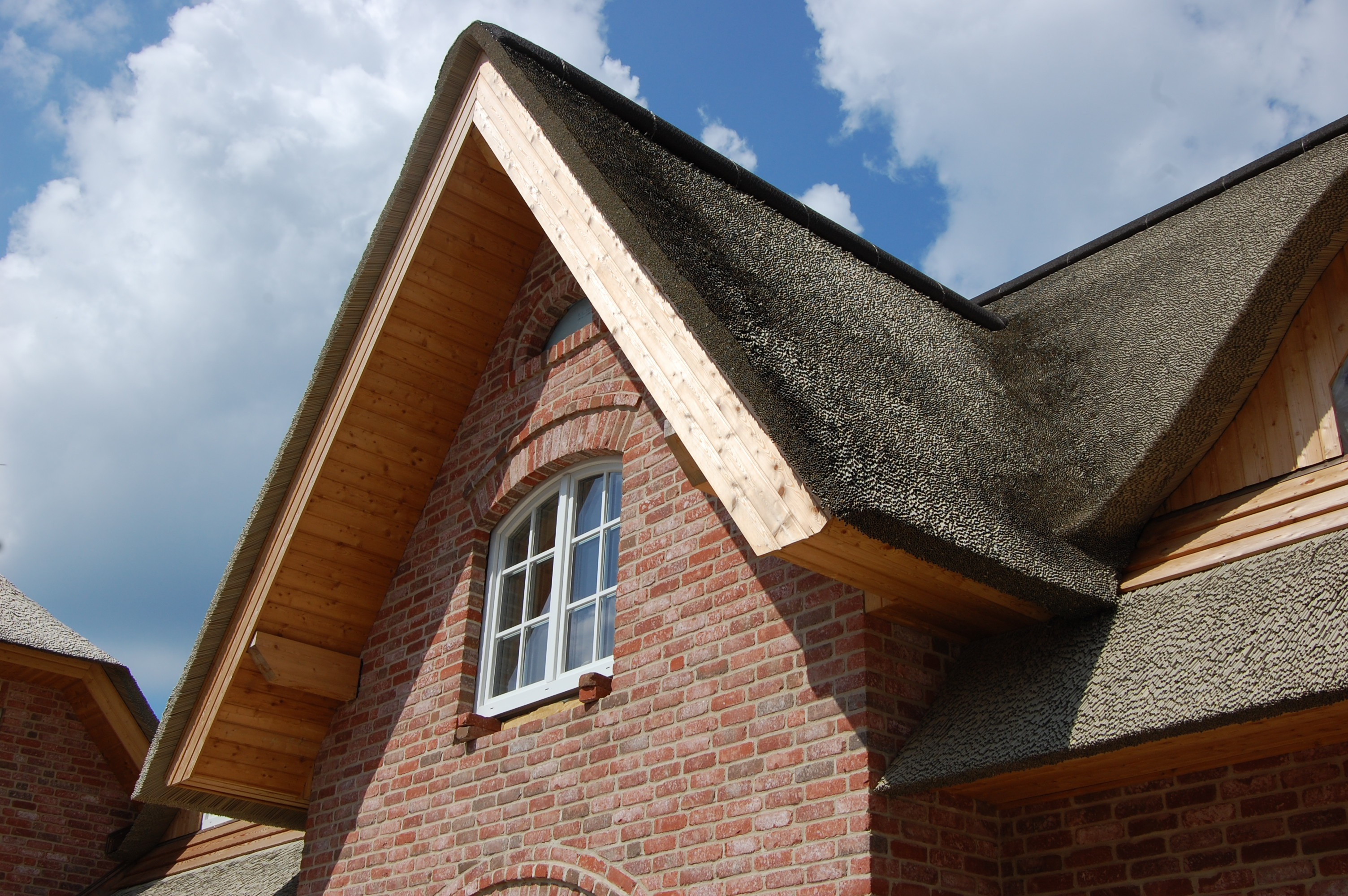
Dak met kunstriet